# Ásif Alí Zardárí
Ásif Alí Zardárí (sindhsky, urdsky: آصف علی زرداری) (* 26. července 1955) je podruhé zvoleným prezidentem Pákistánu (první období sloužil v letech 2008 až 2013.) Do úřadu nastoupil 10. března 2024. Spolu se svým synem Bilawalem Bhutto Zardarím byl předsedou Pákistánské lidové strany.
Zardárí je vdovec, jeho manželka a bývalá premiérka Bénazír Bhuttová byla zabita 27. prosince 2007.

## Život
Pochází z pákistánské provincie Sindh. V roce 1987 se oženil s významnou pákistánskou političkou Benazír Bhutovou. Poté, co se stala Benazír Bhutová v roce 1988 poprvé pákistánskou premiérkou, vzrostla i jeho osobní moc. Po odvolání Benazír Bhutové v roce 1990, byl i Zardárí kritizován za korupční chování, které přispělo k pádu její vlády.
V roce 1993 se Benazít Bhutová dostala opět do čela pákistánské vlády a Zardárí se stal důležitým členem jejího kabinetu. V té době vzrostlo napětí mezi ním a bratrem Bhutové, ten byl zavražděn v roce 1996. Pár měsíců poté skončila i druhá vláda Benazír Bhutové a Zardárí byl zatčen za vraždu bratra Bhutové a také z korupčních skandálů.
Z vězení byl propuštěn v roce 2004 a odjel do exilu v Dubaji. Do Pákistánu se vrátil v roce 2008 po zavraždění Benazír Bhutové. Po ní se stal předsedou Pákistánské lidové strany a v roce 2008 i prezidentem Pákistánu. Poté byl zproštěn ze všech trestních obviněních.
Jeho snahy o omezení pravomoci soudů, vedly k masovým demonstracím vedených dlouholetým politickým rivalem rodiny Bhutů umírněným islamistou Navázem Šarifem. Za jeho prezidentství došlo i ke zvýšení teroristických útoků v zemi.
V roce 2013 jeho strana drtivě prohrála volby s Navázem Šarifem a krátce poté skončil jako prezident Pákistánu.

## Vyznamenání
- Řád Ismáíla Sámáního I. třídy – Tádžikistán, 2011[1]
- Řád Turecké republiky – Turecko, 2011[2]